# 漭洲岛
漭洲岛，又称茫洲岛、杧洲岛，是广东省台山市中的一座岛屿，位于川山群岛西侧，与大陆相隔约20公里，面积6.8平方公里，岛上有茫洲村，常住人口不足200人。

## 简介
漭洲岛呈三角形，岛内沙滩众多，其中最大的为东岸的大白滩，长度超过300米，全岛有三个山丘，主峰海拔160米，峰顶平坦多石，有小路通达山顶。最高峰海拔299米。漭洲岛在1980年代以前曾作为军事基地，岛上至今仍遗留营房、炮台、防空洞等军用建筑。
漭洲岛地理位置偏僻，交通不便，民间俗语有云“挑脚你去漭洲”（意为“让你滚远点”），村民多以打渔、务农为生，特产有海鱼、金银花、菊花、茫洲山茶等农产品。由于村民外迁，岛上常住人口由最高峰时近千人减少至不足200人，因离陆地较远，岛上依靠柴油发电机发电，至今仍未实现全天候通电，淡水原本靠船只运载入岛，2011年在元坑仔山上筑池蓄水后，村民用水情况大为改善。